# Thiotte (Haití)
Thiotte (en criollo haitiano Tyòt) es una comuna de Haití que está situada en el distrito de Belle-Anse, del departamento de Sureste.

## Historia
Fundado como barrio en 1962 pasó a ser comuna en 1978.

## Secciones
Está formado por las secciones de:
- Thiotte (que abarca la villa de Thiotte)
- Pot de Chambre

## Demografía
| Gráfica de evolución demográfica de Thiotte entre 2009 y 2015 |
|                                                               |

Los datos demográficos contemplados en este gráfico de la comuna de Thiotte son estimaciones que se han cogido de 2009 a 2015 de la página del Instituto Haitiano de Estadística e Informática (IHSI). 